# Роботи (филм)
Роботи (енгл. Robots) је америчка компјутерско анимирана стеампунк комедија о дизелпунк комедији коју је продуцирао Blue Sky Studios и дистрибуирао 20th Century Fox. Режирао га је Крис Веџ, а продуценти: Џери Дејвис, Вилијам Џојс, и Џон Ц. Донкин, а играју гласове Јуан Макгрегор, Хали Бери, Грег Кинир, Мел Брукс, Аманда Бајнс, Дру Кери, Џим Броадбент, Станлеи Туцци, и Робин Вилијамс
Развој је започео 2001. године, када Веџ и Џојс нису успели да прилагоде Јоицеову књигу Санта Цаллс и одлучили су да направе причу о роботима. То је уједно и други филм који је засновао или написао Вилијам Јоице, а први филм је био Будди 1997. године, као и први потпуно компјутерски анимирани филм који је засновао или написао Јоице.
Филм је објављен 11. марта 2005. и прикупио је 260,7 милиона долара свог буџета од 75 милиона долара. Такође је добила опште позитивне критике критичара, уз похвале због свог хумора, перформанса и анимације.